# 文森特·拉班

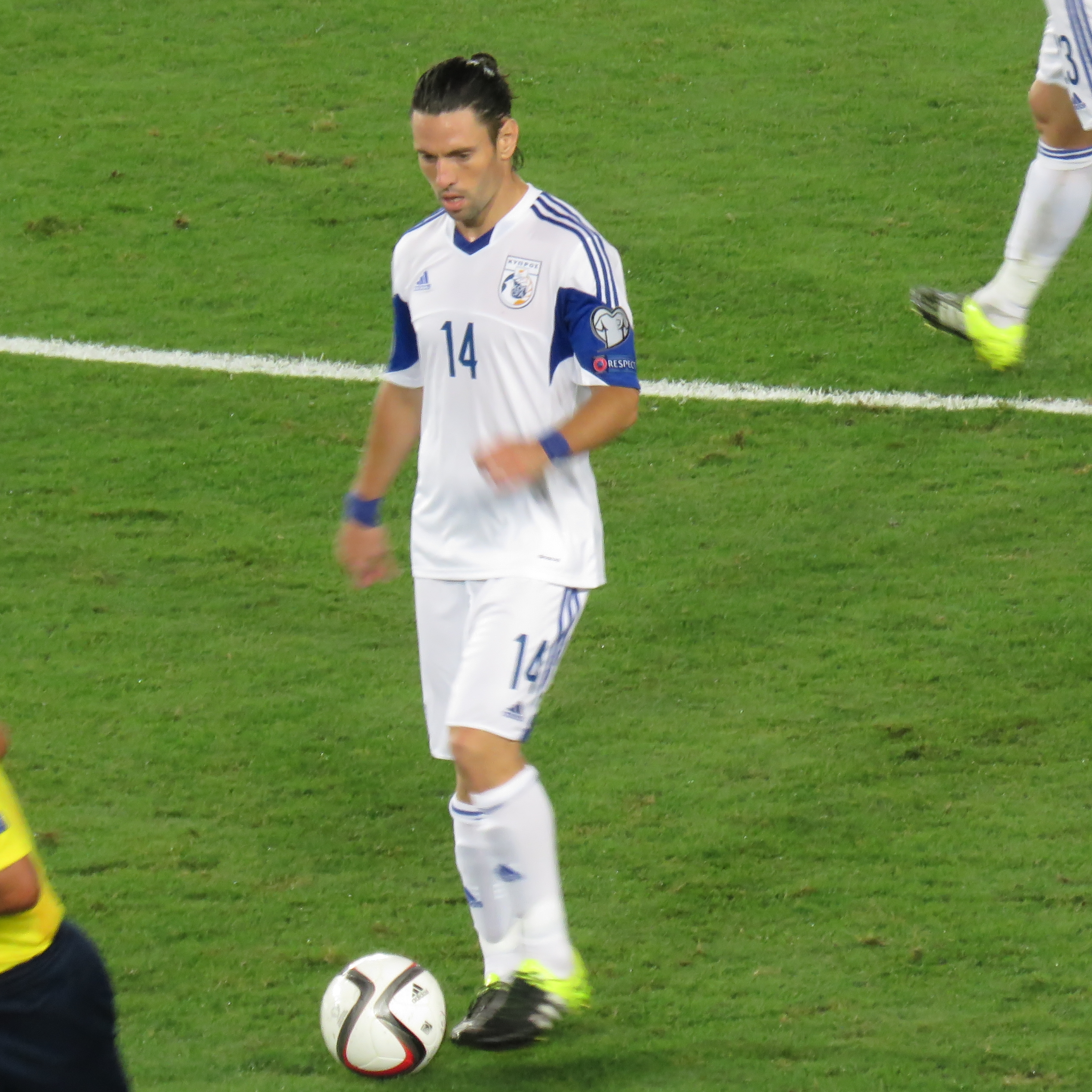

文森特·拉班（希臘語：Βίνσεντ Φαμπιάν Λαμπάν Μπουναίρ，羅馬化：Vincent Fabien Laban Bounayre，1984年9月9日—）是一位出生在法國的塞浦路斯足球運動員。在場上的位置是中場。他現在效力於羅馬尼亞足球甲級聯賽球隊阿斯特拉足球俱樂部。他也代表塞浦路斯國家足球隊參賽。